# Martyrs d'Oaten Hill

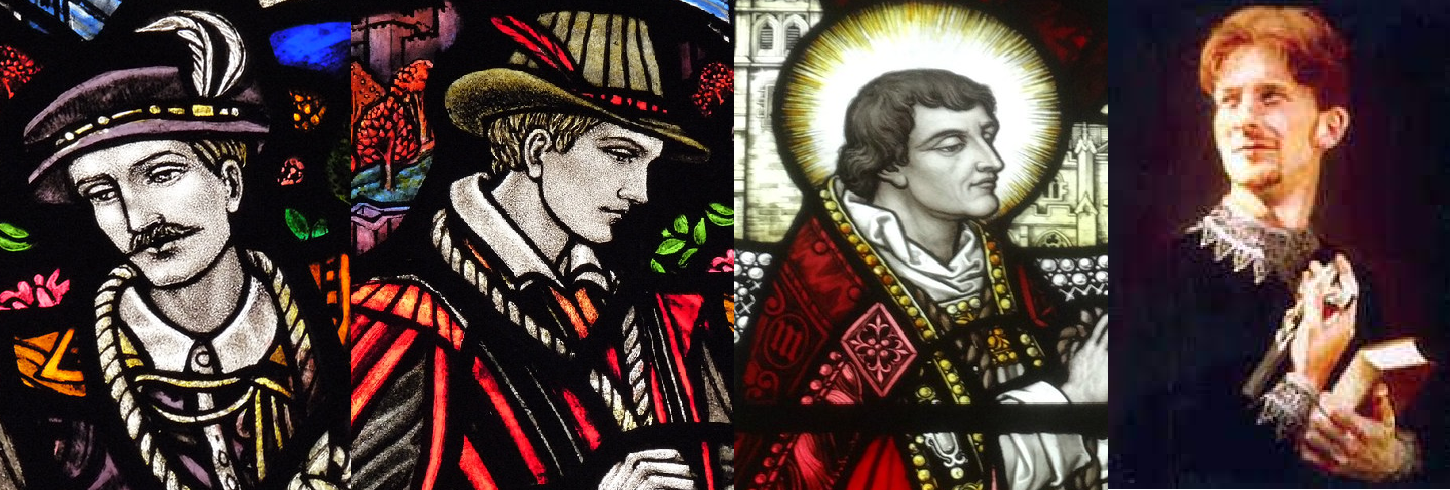
Oaten Hill Martyrs (Blessed Robert Wilcox, Blessed Gerard Edwardes a.k.a. "Edward Campion", Blessed Christopher Buxton and Blessed Robert Widmerpool)

Les martyrs d'Oaten Hill sont des catholiques anglais exécutés pour haute trahison à Oaten Hill près de Canterbury sous le règne d'Elizabeth Ire le 1er octobre 1588. Tous les quatre furent béatifiés par le pape Pie XI en 15 décembre 1929.
La liste se compose de 3 prêtres et d'un laïc. Christopher Buxton est le plus connu des quatre.

## Robert Wilcox
Pour les articles homonymes, voir Wilcox.

### Biographie
Nous savons peu de choses sur l'origine familiale de Robert Wilcox. Né à en 1558 à Chester dans le Cheshire, nous ignorons s'il est un converti à la foi catholique ou pas. Désireux devenir prêtre catholique il part pour le continent et s'inscrit alors qu'il a 25 ans au collège anglais de l'université de Reims. Il est ordonné prêtre en 1586 soit deux années après son arrivée. Destiné aux missions anglaises il repart pour son pays. Alors qu'il est à Lydd dans le Kent il est arrêté. Emprisonné à la prison de Marshalsea il finit après près de deux ans d'emprisonnement par admettre qu'il est un prêtre catholique. Il est alors envoyé à Canterbury pour y être jugé. Il est condamné à mort. Il subit la peine réservée aux traîtres à savoir être pendu, traîné sur une claie jusqu'à la potence et mis en quart.

## Edward Campion
Pour les articles homonymes, voir Campion.

### Biographie
Nous savons peu de choses sur l'origine familiale de Edward Campion. Né en 1552 à Ludlow dans le Shropshire. il est éduqué au collège Jésus d'Oxford mais n'est pas diplômé car il refuse de signer l'acte de suprématie, un document qui proclame le souverain comme chef suprême de l'Eglise et que toute personne occupant un poste public doit signer. Il se met au service de Gregory Fiennes (10e baron Dacre), un courtisan anglais, jusqu'à son départ en février 1586 pour le continent où il s'inscrit au collège anglais de Reims en vue de devenir prêtre. Il est ordonné prêtre un an après. A cette occasion il change de nom et devient Edward Campion en honneur du saint du même nom.
De retour en Angleterre il est capturé quelques semaines plus tard à Sittingbourne, dans le Kent, et est emprisonné dans les prisons de Newgate et de Marshalsea à Londres. Il est interrogé une première fois le 22 avril 1587. Lors d'un deuxième interrogatoire, le 14 août 1588, il admet être prêtre catholique, ce qui signifie pour lui la mort. Condamné il subit la peine réservée aux traîtres à savoir être pendu, traîné sur une claie jusqu'à la potence et mis en quart.

## Robert Widmerpool

### Biographie
Nous savons peu de choses sur l'origine familiale de Robert Widmerpool. Né en 1560 dans le Nottinghamshire, comme pour Robert Wilcox nous ignorons s'il est un converti à la foi catholique ou pas. Il est un temps étudiant au Gloucester Hall, institution autrefois tenue par les Bénédictins et liée à l'Université d'Oxford mais n'est pas diplômé. La raison est qu'il est catholique et ne veut pas signer l'acte de suprématie. Pour vivre il obtient un poste de précepteur chez la comtesse de Northumberland. Faisant partie du réseau de personnes venant en aide aux prêtres catholiques il est finalement arrêté, emprisonné à la prison de Marshalsea à Londres et jugé pour haute trahison. Il est finalement condamné à mort. Il meurt supplicié pendu, traîné sur une claie jusqu'à la potence et mis en quart. 